# Gà nước họng trắng
Rallina eurizonoides là một loài chim trong họ Rallidae.

## Phân bố và môi trường sống
Môi trường sống của loài này là đầm lầy và các khu vực ẩm ướt tương tự ở các quốc gia có rừng tốt ở phía nam châu Á từ Ấn Độ, Pakistan và Sri Lanka sang Philippines và Indonesia. Chúng chủ yếu là định cư trong phạm vi phân bố, nhưng một số quần thể phía bắc di chuyển về phía nam vào mùa đông.

## Mô tả
Thân dài khoảng 25 cm. Cơ thể của nó dẹt để cho phép đi dễ dàng luồn lách qua các tầng dưới. Nó có ngón chân dài và đuôi ngắn. Màu gồm có lưng màu nâu, đầu và vú màu hạt dẻ, và các thanh màu đen và đen trên các sườn, bụng và dưới đuôi. Cổ họng có màu trắng, màu vàng nhạt, và chân có màu xanh lục. Giới tính tương tự; các thể vị thành niên có màu nâu đậm ở trên và dưới, mặc dù chúng có bụng và cổ họng trắng.

## Hành vi
Đây là loài có ý thức lãnh thổ, nhưng khá bí mật, trốn trong bụi rậm khi bị quấy rầy. Chúng mò thức ăn trong nước bùn hoặc nước cạn bằng chiếc mỏ dài và phát hiện thức ăn bằng mắt. Chúng ăn cỏ cho quả mọng và côn trùng trên mặt đất, hoặc lượn lờ qua bụi rậm và tầng dưới. Chúng làm tổ trong một nơi khô ráo trên mặt đất hoặc trên cây bụi thấp, đặt 4-8 quả trứng. Một nghiên cứu thực hiện tại Nilambur, Kerala ở miền nam Ấn Độ cho thấy trứng ấp khoảng 20 ngày thì nở.

## Hình ảnh

- Tập tin:Slaty-legged Crake (Rallina eurizonoides).jpg
- Tập tin:Slaty-legged Crake (Rallina eurizonoides) from front.jpg

## Tham khảo

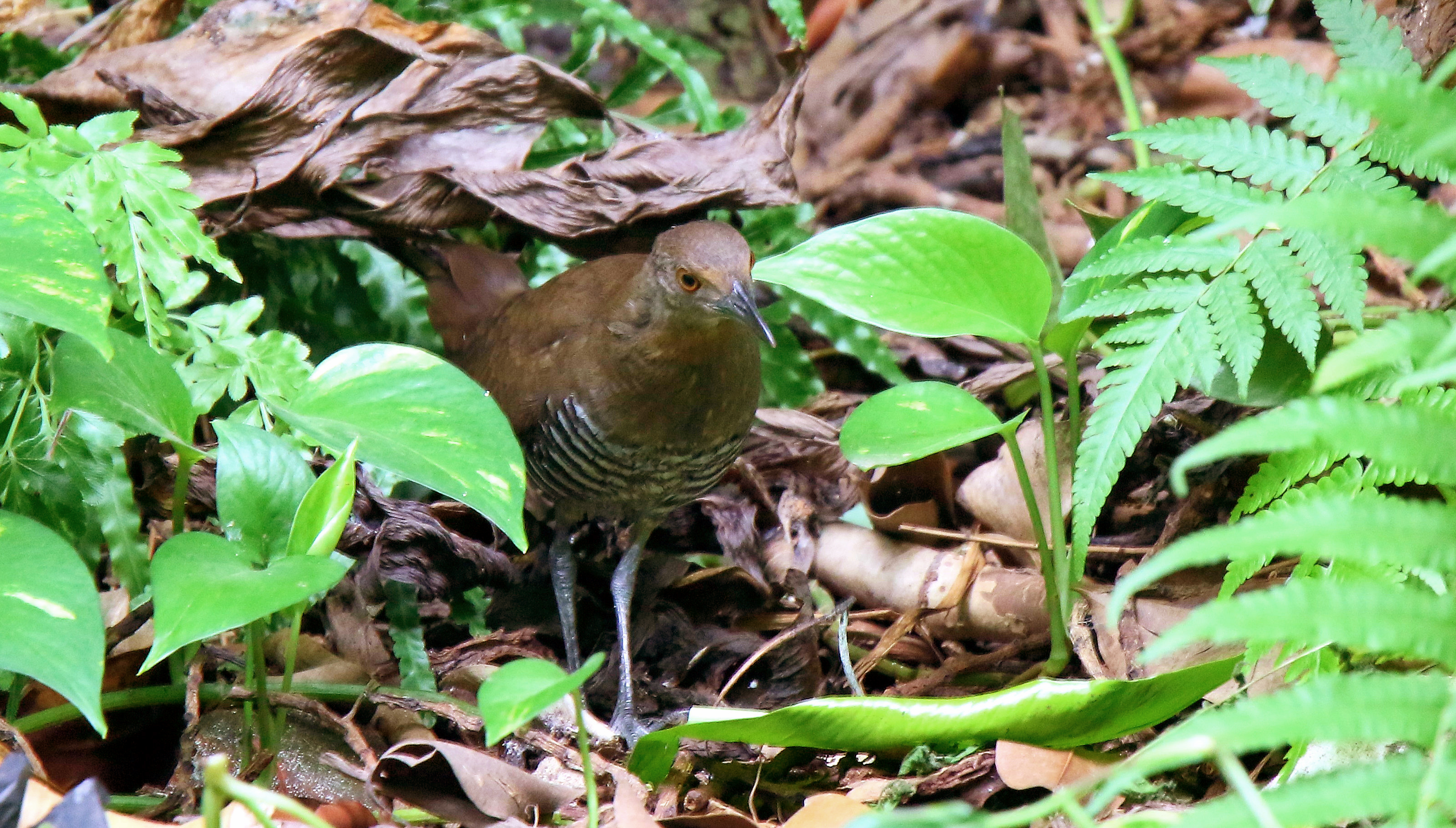
Gà nước họng trắng

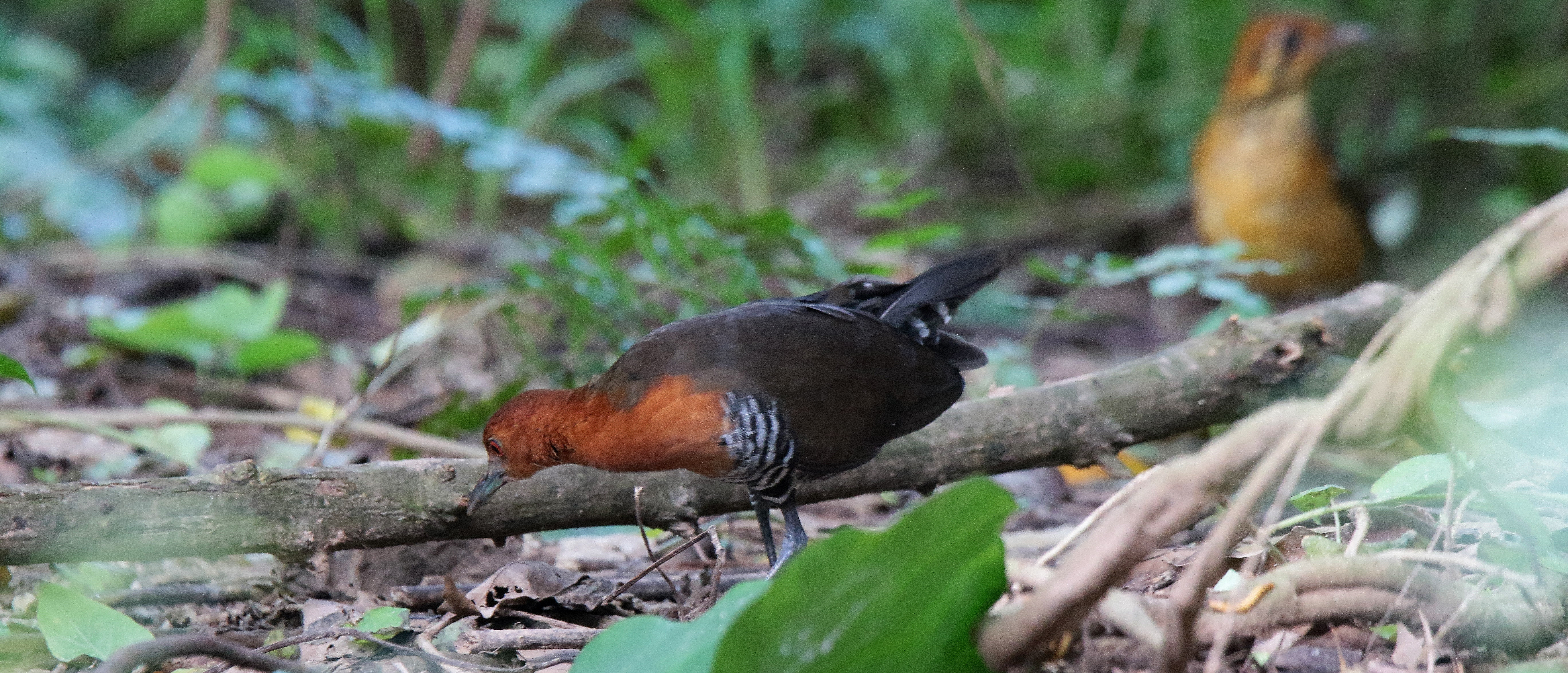
Gà nước họng trắng (con trống)